# Timothy Harrington
Pour les articles homonymes, voir Harrington.
Timothy Joseph Harrington, né le 18 décembre 1918 à Holyoke dans le Massachusetts aux États-Unis et mort le 23 mars 1997, est un prélat catholique américain, évêque de Worcester.

## Biographie
Timothy Harrington est né à Holyoke, dans le Massachusetts. Diplômé du collège de la Sainte-Croix de Worcester en 1941, il étudie au Grand Séminaire de Montréal au Canada puis revient au Massachusetts, où il obtient une maîtrise en travail social. Il est ordonné prêtre par Mgr Thomas Michael O'Leary (en), le 19 janvier 1946. Il exerce comme curé à l'église Saint-Bernard de Wrocester jusqu'en 1951, puis devient aumônier à la "Nazareth Home" où il travaille pour des œuvres caritatives catholiques. Enfin le pape Jean XXIII l'élève au rang de chapelain de Sa Sainteté en 1960.
Le 2 avril 1968, Timothy Harrington est nommé en tant qu'évêque auxiliaire de Worcester et évêque titulaire de Rusuca (de) par le pape Paul VI. Il reçoit sa consécration épiscopale le 2 juillet suivant des mains de Mgr Bernard Joseph Flanagan (en), les évêques John Joseph Wright et Christopher Joseph Weldon (en) étant les co-consécrateurs. Il devient directeur des finances du diocèse en 1968 et chancelier en 1975. Le 1er septembre 1983, le pape Jean-Paul II le nomme à la tête du diocèse, faisant de lui le troisième évêque du diocèse de Worcester. Il s'installe dans ses fonctions, au cours d'une intronisation au sein de la cathédrale Saint-Paul de Worcester, le 13 octobre 1983.
Après avoir atteint l'âge de la retraite obligatoire, il présente à 75 ans sa lettre de démission au pape Jean-Paul II en décembre 1993. Sa démission est acceptée le 27 octobre 1994 qui devient effective à cette date. Il est remplacé par Mgr Daniel Reilly. Timothy Harrington meurt le 23 mars 1997 à l'âge de 78 ans.

## Succession apostolique
Timothy Harrington a ordonné les évêques suivants :
- Évêque George Edward Rueger (en) (1987)